# Edição de autor
Edição de autor, por vezes também chamada, autopublicação ou auto-edição, é uma publicação cujo custo é sustentado pelo próprio autor. Tal pode dever-se tanto a incapacidade de encontrar uma editora que invista no autor, como a uma política de liberdade editorial, apreciada por alguns artistas.
A autopublicação não se limita a livros físicos. Ebooks , panfletos, brochuras , websites e outros meios de comunicação são comumente autopublicados.

## História
Apesar da tecnologia tornando-a mais fácil e mais barato para livros, a autopublicação não é algo recente. Em 1931 Irma S. Rombauer, a autora de The Joy of Cooking pagou uma gráfica local para imprimir 3.000 cópias. Mais tarde,  a editora Bobbs-Merrill Company comprou os direitos da obra, e desde então o livro já vendeu mais de 18 milhões de cópias.  A trilogia contemporânea Fifty Shades of Grey por E. L. James foi originalmente publicada on-line como uma fanfic da série Twilight, antes da autor decidiu autopublicar como um e-book e e manda fazer uma impressão sob  demanda
O romance de ficção científica The Martian, escrito por Andy Weir, foi originalmente lançado como capítulos em seu blog pessoal, e depois autopublicado como um ebook em 2011.  Os direitos foram comprados pela Crown Publishing, que republicou em 2014. O romance tornou-se um best-seller  e em seguida, tornou-se uma superprodução cinematográfica estrelada por Matt Damon.